# Kenneth Griffith
Kenneth Griffith, né le 12 octobre 1921 à Tenby et mort le 25 juin 2006 à Londres, est un acteur et un réalisateur de documentaire britannique.

## Biographie

### Jeunesse
Né sous le nom de Kenneth Reginald Griffiths à Tenby, Pembrokeshire, Pays de Galles. Six mois après sa naissance, ses parents quittent tous deux Tenby lors de leur séparation, abandonnant Kenneth à ses grands-parents paternels, Emily et Ernest, qui deviennent immédiatement la mère et le père de Kenneth. Il a servi l'Église de Méthodiste de la chapelle de la Grande-Bretagne, trois fois chaque dimanche.

## Filmographie

### Années 1940
- 1947 : The Shop at Sly Corner (en)
- 1947 : Fame is the Spur (en)
- 1949 : Forbidden (en)

### Années 1950
- 1950 : Waterfront de Michael Anderson : Maurice Bruno
- 1955 : L'Emprisonné (The Prisoner) de Peter Glenville : le secrétaire
- 1956 : Ce sacré z'héros (Private's Progress) de John et Roy Boulting
- 1956 : 1984 de Michael Anderson : un prisonnier (non crédité)
- 1956 : Le Bébé et le Cuirassé (The Baby and the Battleship) de Jay Lewis
- 1956 : Tiger in the Smoke de Roy Ward Baker : Crutches
- 1957 : La Vérité presque nue (The Naked Truth) de Mario Zampi : Porter
- 1958 : Atlantique, latitude 41° (A Night to Remember) de Roy Ward Baker : Jack Phillips (1er opérateur radio du Titanic)
- 1959 : Les Yeux du témoin (Tiger Bay) de J. Lee Thompson
- 1959 : Après moi le déluge (I'm All Right Jack) de John Boulting

### Années 1960
- 1960 : Le Cirque des horreurs (Circus of Horrors) de Sidney Hayers : Martin
- 1961 : Rag Doll
- 1961 : Les Gangsters (Payroll) de Sidney Hayers : Monty Dunston
- 1961 : L'Enquête mystérieuse (The Frightened City) de John Lemont : Wally Smith
- 1962 : on n'y joue qu'à deux (Only Two Can Play) de Sidney Gilliat : Ieuan Jenkins
- 1962 : The Painted Smile (en)
- 1966 : Destination danger (dernier épisode de la série : Shinda Shima diffusé en France dans les années 1990)
- 1967 : Le Prisonnier (dernier épisode de la série)
- 1968 : La Grande Catherine (Great Catherine) de Gordon Flemyng : Naryshkin
- 1969 : Assassinats en tous genres (The Assassination Bureau) de Basil Dearden : Popescu, membre roumain des Assassins

### Années 1970
- 1970 : The Gamblers  (film, 1970)
- 1974 : Callan (en)
- 1976 : Intervention Delta (Sky Riders) de Douglas Hickox : Fred Wasserman
- 1978 : Les Oies sauvages (The Wild Geese) de Andrew V. McLaglen : Arthur Witty

### Années 1980
- 1980 : Le Commando de sa Majesté (The Sea Wolves) de Andrew V. McLaglen : Charlie Wilton
- 1980 : Minder (TV Series) (en)
- 1982 : Commando (Who Dares Wins) de Ian Sharp : l'évêque de Camden Horace W. Crick
- 1987 :  Shaka Zulu (série TV) : Zacharias Abrahams

### Années 1990
- 1994 : Quatre mariages et un enterrement (Four Weddings and a Funeral) de Mike Newell : un vieil homme fou
- 1995 : L'Anglais qui gravit une colline mais descendit une montagne (The Englishman Who Went Up a Hill But Came Down a Mountain) de Christopher Monger : le révérend Robert Jones

### Années 2000
- 2001 : Annie-Mary à la folie ! (Very Annie Mary) de Sara Sugarman : ministre
- 2003 : Make My Day (jeu télévisée - épisode 3 - saison 2)
- 2003 : Holby City (série télévisée - épisode 23 - saison 5, One of Our Own) : Charlie Peters

## Distinctions

### Récompenses
- Special Award 1994